# Tydeus svalbardensis
Tydeus svalbardensis – gatunek roztocza z kohorty Trombidiformes i rodziny Tydeidae.

## Występowanie
Gatunek endemiczny dla archipelagu Svalbard. Występuje na Spitsbergenie i Wyspie Niedźwiedziej.